# بدر الدين القرافي
محمد بن يحيى بن عمر بن أحمد بن يونس بن عبد الرحمن الشهير ببدر الدين القرافي (939 هـ - 1009 هـ / 1533م - 1601م) المصري المالكي القاضي بالباب المصري رئيس العلماء في عصره وشيخ المالكية، تولى القضاء بالقاهرة لمدة تقارب الخمسين عاماً. ولد يوم 27 رمضان 939 هجرية الموافق 22 إبريل 1533 ميلادية حسب ما رواه في ترجمته لجده لأمه الشيخ محمد بن عبد الكريم بن أحمد الدميري في توشيح الديباج: «وجدي هذا هو الذي لقبني بدر الدين وذلك أني ولدت ليلة السابع والعشرين من رمضان سنة تسع وثلاثين وتسعمائة، وبلغني من طريق أن السنة إنما هي سنة ثمان وثلاثين وتسعمائة، وتكلم الناس في تلك الليلة أنها ليلة القدر فقال: لا ألقبه إلا بدر الدين».

## مؤلفاته
له مؤلفات في التفسير واللغة وفي الفقه المالكي والحديث والفهرسة.
- في التفسير: «شرف البدر بضياء ليلة القدر»، و«الدر الفريد في الكلام على مواضع من كلام الله المجيد وما لبعض المفسرين مما يحتاج إلى نظر سديد لعون الله الحميد».
- في اللغة: حاشية على القاموس المحيط للفيروزآبادي سماه «القول المأثور بتحرير ما في القاموس»، «بهجة النفوس بين الصحاح والقاموس»، و «التحرير الفريد في تحقيق التوكيد والتأكيد».
- في الفهرسة: «عطاء الله الجليل الجامع لما عليه من شرح جميل، على مختصر خليل».
- في الفقه والحديث: «رسالة في جواب سؤال»، «رسالة في مخرج حديث لولاك ما خلقت الأفلاك»، «الدرر المنيفة في الفراغ على الوظيفة»، «الجواهر المنتثرة في هبة السيد لأم الولد والمدبرة»، «تحقيق الإبانة في صحة إسقاط ما لم يجب على الحضانة»، «إحكام التحقيق بأحكام التعليق»، «الدرر النفائس في شأن الكنائس»، «توالي المنح في أسماء تمار النخل ورتبة البلح»، «تحرير القول الشافي في حديث فضل آية الكرسي في نقل الكشاف»،[4] «شرح المدونة»، «هداية السالك لمعرفة شرح مدونة الإمام مالك»، و «توشيح الديباج وحلية الابتهاج».[5]

### الدرر النفائس في شأن الكنائس
ألفها صاحبها إثر إحداث كنيسة بدمياط، وتقع في مقدمة وفصلين وخاتمة:
- المقدمة في إبراز الدليل على ذلك.
- الفصل الأول: في كلام متقدمي أهل المذهب في هذا الأمر.
- الفصل الثاني: فيما اختصر المختصرون عليه المسألة وما قاله المتقدمون مخالفاً لذلك.
- الخاتمة: في إنتاج واقعة الحال، وخلاصة ذلك المقال.

وفي هذا الكتاب جمع المؤلف كلام علماء المالكية، وأحياناً قليلة نقل عن الشافعية آرائهم في الإبقاء على الكنائس، وهدمها، وإحداثها، وترميم ما خرب منها.